# HOT!
『HOT!』（ホット）は、KEYTALKの通算3枚目のオリジナルアルバム。2015年5月20日にGetting Betterから発売された。

## 概要
前作『OVERTONE』から約1年ぶりのオリジナルアルバムである。
初回限定盤、初回生産限定スペシャル・プライス盤、通常盤の3種類で発売され、初回限定盤には「SUPER EXPRESS TOUR 2014 at EX THEATER ROPPONGI」と題されたDVDが付属しており、2014年11月から行われた全国ツアー「SUPER EXPRESS TOUR 2014 at EX THEATER ROPPONGI」の最終公演のライブ映像とドキュメンタリー映像を収録している。初回生産限定スペシャル・プライス盤と通常盤はCDのみとなっており、スペシャル・プライス盤は2,300円（税抜）で販売された。購入特典として各店舗ごとにオリジナル特典が用意され、封入特典として初回限定盤はデジパック仕様となっており、スペシャル・プライス盤と併せてスペシャルグッズ応募アンケート・ハガキとKEYTALKロゴ・ステッカーが封入された。
6月1日付のオリコンウィークリーチャートで初登場4位と、KEYTALKにとって初のアルバム作品でトップ10入りを獲得した。

## 収録曲

### CD
シングル曲やタイアップの詳細は各項目を参照
1. YURAMEKI SUMMER
作詞・作曲：首藤義勝
発売から約1か月後となる6月30日に、ミュージック・ビデオがYouTubeで公開された[4]。
2. グローブ
作詞・作曲：寺中友将
3. MONSTER DANCE
作詞・作曲：首藤義勝
メジャー3rdシングル。
4. 桜花爛漫
作詞・作曲：首藤義勝
メジャー5thシングル。
5. マスターゴッド
作詞・作曲：首藤義勝
6. Human Feedback
作詞・作曲：小野武正
7. キュビズム
作詞：小野武正、作曲：八木優樹
8. FLAVOR FLAVOR
作詞・作曲：首藤義勝
メジャー4thシングル。
9. センチメンタル
作詞・作曲：寺中友将
10. エンドロール
作詞・作曲：寺中友将
メジャー3rdシングルのカップリング。
11. バイバイアイミスユー
作詞・作曲：首藤義勝
12. Monday Traveller
作詞・作曲：寺中友将

### DVD（初回限定盤のみ付属）
- 「SUPER EXPRESS TOUR 2014」 2014.11.15 at EX THEATER ROPPONGI ライブ映像| #  | タイトル             | 作詞 | 作曲・編曲 |
| -- | -------------------- | ---- | ---------- |
| 1. | 「トラベリング」     |      |            |
| 2. | 「S.H.S.S.」         |      |            |
| 3. | 「パラレル」         |      |            |
| 4. | 「O型」              |      |            |
| 5. | 「MURASAKI」         |      |            |
| 6. | 「FREEDOM」          |      |            |
| 7. | 「Winter March」     |      |            |
| 8. | 「MABOROSHI SUMMER」 |      |            |
| 9. | 「アワーワールド」   |      |            |

## 演奏
- 小野武将：ギター、コーラス
- 首藤義勝：ボーカル、ベース
- 寺中友将：ボーカル、ギター
- 八木優樹：ドラムス、コーラス
- 諸田英司：共同キーボードアレンジ (#1.4.5.7.9.12)
- NARASAKI：全曲プロデュース